# Anders Randrup
Anders Randrup est un footballeur danois, né le 16 juillet 1988 à Herlev au Danemark. Il évolue comme arrière droit.

## Sélection nationale
Anders Randrup obtient sa seule sélection le 26 mars 2008 en match amical contre la République tchèque (1-1).

## Palmarès
Brøndby IF
- Vainqueur de la Coupe du Danemark (1) : 2008